# L'amour est plus froid que la mort
Pour plus de détails, voir Fiche technique et Distribution.
L'amour est plus froid que la mort (Liebe ist kälter als der Tod) est un film allemand réalisé par Rainer Werner Fassbinder, sorti en 1969. 

## Synopsis
Franz, souteneur de petite envergure, refuse de s'allier à un syndicat du crime. Le syndicat fait mine de céder mais lui envoie Bruno, qui forme avec Franz et sa petite amie Joanna, un trio de jeunes criminels paumés. Bruno commet des crimes que la police, sans preuves contre lui, impute à Franz. Franz et Bruno décident d'attaquer une banque.

## Fiche technique
Cette fiche technique est issue de l'ouvrage Fassbinder.
- Titre français : L'amour est plus froid que la mort
- Titre original : Liebe ist kälter als der Tod
- Réalisation : Rainer Werner Fassbinder
- Scénario : Rainer Werner Fassbinder
- Société de production : Antiteater-X-Film
- Distribution : Filmverlag der Autoren (35 mm)/AV-Film (16 mm)
- Montage : Franz Walsch (pseudonyme de R.W.F.)
- Décors : Ulli Lommel, Rainer Werner Fassbinder
- Musique : Peer Raben, Holga Münzer
- Son : Gottfried Hüngsberg
- Durée du tournage : 24 jours (avril 1969)
- Lieux de tournage : Munich et ses environs
- Format : noir et blanc - 35 mm
- Budget : 95 000 DM
- Durée : 88 minutes
- Dates de sortie : 
  - Allemagne de l'Ouest : 26 juin 1969 (Berlinale) ; 16 janvier 1970 (sortie nationale)

## Distribution
- Rainer Werner Fassbinder : Franz
- Ulli Lommel : Bruno
- Hanna Schygulla : Joanna
- Hans Hirschmüller : Peter
- Katrin Schaake : la jeune femme dans le train
- Peter Berling : le cordonnier
- Irm Hermann : la vendeuse de lunettes
- Hannes Gromball : le client de Joanna
- Gisela Otto : une prostituée
- Ingrid Caven : une prostituée
- Ursula Strätz : une prostituée
- Les Olvides : Georges
- Wil Rabenbauer (Peer Raben) : Jürgen
- Peter Moland : un homme du syndicat
- Anastassios Karalas : le turc
- Kurt Raab : le surveillant du supermarché
- Rudolf Waldemar Brem : le motard policier
- Yaak Karsunke : le commissaire
- Monoka Stadler : la jeune fille

et Thomas Hill, Liz Söllner, Howard Gaines, Franz Maron, Gottfried Hüngsberg

## À noter
- Dans ce premier long métrage, déjà très personnel, on perçoit toutefois quelles ont pu être les influences de Fassbinder et des acteurs de l'Antiteater de cette période, notamment celle de Jean-Marie Straub  (certains plans insistants), ou des décors des premiers films de Godard (le noir et blanc des faubourgs). On notera précisément cette prédilection pour l'esthétique; le soin et la place que prendront la lumière, les contrastes, qui marqueront toute sa filmographie future sont déjà présents dans ce premier long-métrage.
- Il s'agit du premier long-métrage de Rainer Werner Fassbinder, qui l'a réalisé à 24 ans[2]. Le film est dédié à Claude Chabrol, Éric Rohmer et Jean-Marie Straub[3].